# 田代優美
田代 優美（たしろ ゆみ、1967年4月19日 - ）は、フリーアナウンサー。元フジテレビ、ニッポン放送のアナウンサー。現姓：名取。父親は日本調査情報学院代表の田代更生。

## 来歴
大分県生まれ、東京都国立市育ち。高校生の時に、雑誌『BOMB』（当時は学研 刊）1984年7月号の「ミスB.P.Cコンテスト」コーナーに掲載され、「第3回輝け!!ミスB.P.Cコンテスト」にノミネートされたことがある。都立国立高校、慶應義塾大学法学部政治学科卒業。慶大在学時には、ミスコンに多くエントリーし、1989年3月、ベアー・ジュエリー・スターコンテスト、同年10月、ミス東京コンテスト決勝大会に残ったが入賞ならず、その後、ミス慶應の準ミスに選ばれる。長身を生かして、競技ダンス部で活躍し、六大学戦のワルツ・スローで準優勝。
1991年3月、同大卒業後の同年4月、ニッポン放送入社。1997年、気象予報士の資格を取得。
1999年1月から1年間休職し渡米。コロンビア大学ティーチャーズカレッジに留学し、英語教育資格取得して2000年に復帰。
プライベートでは、2004年2月14日に友人の紹介で知り合った2歳年上の医師と結婚する事を、出演していた『テリー伊藤のってけラジオ』の同年2月9日放送分にて、発表した。
その後、ニッポン放送の組織体制変更に伴い、2006年4月にフジテレビに転籍。2011年6月29日付人事にてアナウンス職から離れ、総務局法務室兼適正業務推進室へ異動。その後、2018年3月31日付でフジテレビを退職した。以後、フリーアナウンサーとして、現在の事務所に所属して活動している。

## 人物
ニッポン放送在籍時はイジられキャラだったため、「デカい、大食い、結婚できない、お一人様キャラ」と同僚や共演者からイジられており、特に「のってけラジオ」のパーソナリティである、テリー伊藤にイジラれ倒していた。キャラ立ちが以上のため、前触れ無く婚約報告を番組内で行った事に社内、リスナー含め驚かせた
1997年4月から数ヶ月間、ニッポン放送のアナウンサーのままでフジテレビ『めざまし天気』に出演した。写真週刊誌『FRIDAY』1997年5月23日号の記事によると、同番組で田代の姿を見たラジオの聴取者からの投書がきっかけで、一時期「アナウンサー界の菊池桃子」とのキャッチフレーズがつけられていたという。このテレビ番組出演が伏線となり、後のフジテレビ転籍へとつながった。

## 出演番組

### ニッポン放送時代

#### ラジオ
- そこまでいうか! 江本孟紀の熱血!正義の60分（アシスタント）※金曜 - 1992年10月2日 - 1993年4月2日
- 高田文夫のラジオビバリー昼ズ（アシスタント）※金曜 - 1994年10月 - 1995年12月、
- 早起き一番!山本元気がんばりま〜す!!（アシスタント） - 1995年4月 - 1996年9月
- 予報士・優美のおはよう晴れルヤ!（パーソナリティ） - 1996年10月 - 1998年3月
- テリー伊藤のってけラジオ（アシスタント） - 2003年9月29日 - 2004年8月31日
- 初日の出!笑福亭鶴光の落語でおめでとう（2006年1月1日）
- 「新春イマジン寄席」（笑福亭鶴光、春風亭昇太、立川志らら（※前説）、増山さやか、田代優美、山本麻祐子、増田みのり、新保友映）
- HOT'n HOT お気に入りに追加!（金曜日）
- トヨタ 飛び出せ街角天気予報（『鶴光の噂のゴールデンアワー』内）リポーター
- 情報スカイだいば

#### テレビ
- めざまし天気（フジテレビ）※金曜日のキャスター - 1997年4月 -

#### Webストリーミング配信
- ブロードバンド!ニッポンフライデースペシャル・丸の内OL探偵団 （金曜日18:00 - 21:00、小口絵理子の後任）
- ブロードバンド!ニッポン サンデースペシャル サンデー蔵出しアナログ盤アワー（日曜日14:00 - 17:00、新保友映の後任。LFX488及びLFX BB）

### フジテレビ時代

#### ラジオ
- メダマ!?ラジオ（2008年1月期・毎週火曜日）

#### テレビ
以下ナレーション
- 新報道プレミアA
- ライオンのごきげんよう（木曜・金曜日解説放送ナレーター） - 2008年12月4日 - 2009年1月30日
- キャンパスナイトフジ
- ニュースJAPAN-ナレーション、月曜、火曜
- FNNスーパーニュースWEEKEND（2008年4月5日 - 2011年6月25日、土曜日担当ナレーター）
- 知りたがり!-ナレーション（木曜日）
- ネクストウェーブ-ナレーション（BSフジ）
- BSフジNEWS（土曜日中担当 以前は月曜、金曜の天気予報、木曜夜、火曜夜を担当）
- フジテレビKIDSワークショップ（CS）
- ドラマ・風のガーデン　ニュースキャスター役
- ドラマ・魔女裁判　レポーター役

## その他

### 楽曲
- 才色兼備フジテレビアナウンサーあっぱれ!才色兼備 PCCA-1279 1999年2月17日※当時：フジテレビアナウンサーの小島奈津子、富永美樹、藤村さおり、佐々木恭子と当時：ニッポン放送アナウンサーの村上まゆ子、川野良子とのユニット